# Теорема Сохоцького — Веєрштрасса
Теорема Сохоцького — Веєрштрасса (також теорема Казораті, теорема Казораті — Веєрштрасса) — теорема в комплексному аналізі, що описує поведінку голоморфної функції в околі істотно особливої точки. А саме відповідно до цієї теореми множина значень цієї функції в довільно малому околі істотно особливої точки є щільною множиною в множині комплексних чисел.
Вперше опублікована Казораті і Сохоцьким в 1868 році, згодом Веєрштрассом у 1876 році.
Значним посиленням теореми є велика теорема Пікара, згідно з якою множиною значень насправді є всі комплексні числа, за винятком можливо лише одного.

## Твердження теореми
Нехай функція {\displaystyle f} — голоморфна у відкритій множині {\displaystyle U\ \backslash \ \{z_{0}\}} і в точці {\displaystyle z_{0}\in \mathbb {C} } має істотно особливу точку. Тоді для будь-якого числа {\displaystyle A\in \mathbb {C} \cup \{\infty \}} можна знайти послідовність точок {\displaystyle z_{n}} таких що {\displaystyle \lim _{n\to \infty }z_{n}\to z_{0}} і також {\displaystyle \lim _{n\to \infty }f(z_{n})\to A.}
Іншими словами якщо {\displaystyle {\bar {D}}=D(z_{0},r)\setminus \{z_{0}\}} — довільний проколотий круг з центром в точці {\displaystyle z_{0}}, що міститься в {\displaystyle U\ \backslash \ \{z_{0}\}}, то множина {\displaystyle f({\bar {D}})} є щільною в множині комплексних чисел.

## Доведення
Нехай спершу {\displaystyle A=\infty }. Оскільки функція {\displaystyle f} не може бути обмеженою в довільному проколотому крузі {\displaystyle D(z_{0},r)\setminus \{z_{0}\}} з центром в істотно особливій точці то в цьому крузі можна знайти точку {\displaystyle z_{1}} в якій {\displaystyle |f(z_{1})|>1.} У той же спосіб визначається існування числа {\displaystyle z_{2}\in D(z_{0},r/2)\setminus \{z_{0}\}} для якого {\displaystyle |f(z_{2})|>2} і загалом чисел {\displaystyle z_{n}\in D(z_{0},r/n)\setminus \{z_{0}\}} для яких {\displaystyle |f(z_{n})|>n.}
Очевидно, що в цьому випадку {\displaystyle \lim _{n\to \infty }z_{n}\to z_{0}} і також {\displaystyle \lim _{n\to \infty }f(z_{n})\to \infty .}
Нехай тепер {\displaystyle A\in \mathbb {C} }.
Якщо для кожного проколотого круга {\displaystyle D(z_{0},r)\setminus \{z_{0}\}} існує така точка {\displaystyle z_{r}\in D(z_{0},r)\setminus \{z_{0}\}} для якої {\displaystyle f(z_{r})=A} то послідовність із твердження теореми можна визначити взявши {\displaystyle z_{n}=z_{r/n}.} Тоді {\displaystyle f(z_{n})=A} для всіх {\displaystyle n} і {\displaystyle \lim _{n\to \infty }z_{n}\to z_{0}}.
Якщо ж в деякому проколотому крузі {\displaystyle D(z_{0},r)\setminus \{z_{0}\}}, що міститься в {\displaystyle U\ \backslash \ \{z_{0}\}} функція {\displaystyle f(z)\neq A} то можна визначити функцію:
{\displaystyle g(z)={\frac {1}{f(z)-A}}}
Вона буде голоморфною в {\displaystyle D(z_{0},r)\setminus \{z_{0}\}} і матиме істотно особливу точку в {\displaystyle z_{0}.} Тому з уже доведеного можна знайти послідовність точок {\displaystyle z_{n}\in D(z_{0},r)\setminus \{z_{0}\}} таких що {\displaystyle \lim _{n\to \infty }z_{n}\to z_{0}} і також {\displaystyle \lim _{n\to \infty }g(z_{n})\to \infty .}
Але тоді також:
{\displaystyle \lim _{n\to \infty }f(z_{n})=A+\lim _{n\to \infty }{\frac {1}{f(g_{n})}}=A,}
що завершує доведення теореми.